# Phúc Thanh Công chúa
Phúc Thanh Công chúa (chữ Hán: 福清公主; 1370 – 28 tháng 2 năm 1417), không rõ tên thật, là hoàng nữ của Minh Thái Tổ Chu Nguyên Chương, hoàng đế đầu tiên của nhà Minh.

## Cuộc đời
Phúc Thanh Công chúa sinh năm Hồng Vũ năm thứ 3 (1370), là hoàng nữ thứ 8 của Minh Thái Tổ, mẹ là An phi họ Trịnh (không rõ xuất thân).
Hồng Vũ năm thứ 18 (1385), công chúa Phúc Thanh nhận sách phong, hạ giá lấy Trương Lân, con trai của Phụng Tường hầu Trương Long. Hai người có một con trai là Trương Kiệt. Sau khi Trương Long mất, không rõ vì cớ gì mà phò mã Lân không được tập tước Hầu. Đầu thời Minh Thành Tổ, Trương Kiệt hầu mẫu thân nên được ở lại kinh sư. Con của Kiệt là Trương Tự, thời Minh Tuyên Tông, dựa vào ân chiếu để xin được tập tước nhưng không được.
Vĩnh Lạc năm thứ 15 (1417), công chúa Phúc Thanh qua đời, thọ 47 tuổi. Mộ táng của bà tại Vũ Hoa Đài (Nam Kinh) được phát hiện vào năm 1998. Năm 2006, nơi đây được công nhận là một đơn vị bảo vệ di tích văn hóa ở Nam Kinh.